# Gavaudun
Gavaudun är en kommun i departementet Lot-et-Garonne i regionen Nouvelle-Aquitaine i sydvästra Frankrike. Kommunen ligger i kantonen Monflanquin som tillhör arrondissementet Villeneuve-sur-Lot. År 2022 hade Gavaudun 304 invånare.

## Befolkningsutveckling
Antalet invånare i kommunen Gavaudun
| Referens: INSEE |